# George Weah
George Manneh Oppong Ousman Weah (ur. 1 października 1966 w Monrovii) – liberyjski piłkarz, działacz humanitarny i polityk. W latach 2018–2024 prezydent Liberii.  Często uważany jest za najlepszego piłkarza afrykańskiego w historii, znalazł się na liście Pelégo FIFA 100.

## Życiorys
Urodził się i wychowywał w slumsach Monrovii, podobnie jak pozostałe 12 dzieci jego rodziców. Przed transferem do Europy pracował jako technik w Liberia Telecommunications Corporation.

### Kariera sportowa
W ciągu kariery piłkarskiej reprezentował kluby Invincible Eleven w Liberii, Tonnerre Jaunde (Kamerun), AS Monaco (Monako), Paris Saint Germain i Olympique Marsylia (Francja), A.C. Milan (Włochy), Chelsea F.C. i Manchester City (Anglia) i Al Jazeera (Zjednoczone Emiraty Arabskie). W 1995 świętował mistrzostwo Francji z PSG, rok później i w 1999 był mistrzem Włoch. Rok 1995 był najlepszy w jego karierze, co znalazło wyraz w przyznanych mu tytułach Piłkarza Roku w klasyfikacji FIFA (jako jedyny dotychczas piłkarz z Afryki), Piłkarza Roku w Europie (według France Football, jako piłkarz AC Milan) oraz Piłkarza Roku w Afryce.
Wielokrotny reprezentant Liberii, nie zdołał przełożyć własnych sukcesów klubowych na wyniki reprezentacji narodowej, chociaż w 2002 – jako piłkarz, trener i sponsor – był bliski awansu na finały mistrzostw świata w Korei i Japonii; do występu na mistrzostwach zabrakło jednego punktu (awansowała Nigeria).

### Kariera polityczna
Znany jest z działalności humanitarnej, był ambasadorem dobrej woli UNICEF.
W listopadzie 2004 ogłosił zamiar kandydowania w wyborach prezydenckich, zaplanowanych na październik 2005. Mimo pewnych kontrowersji (m.in. wskazywano na fakt przyjęcia obywatelstwa Francji w czasie występów w tamtejszej lidze) został zarejestrowany jako kandydat i ze względu na popularność wśród młodzieży uchodził za jednego z faworytów. Wspierała go partia Kongres na rzecz Demokratycznych Zmian (CDC). Weah przeszedł do drugiej tury z najlepszym wynikiem (30% głosów), pokonując 27 kontrkandydatów, w listopadzie 2005 przegrał jednak walkę o urząd prezydenta z ekonomistką Ellen Johnson-Sirleaf – pierwszą kobietą wybraną na urząd prezydenta w Afryce.
Po przegranych wyborach w 2005 poświęcił się edukacji. Zdał maturę i rozpoczął studia biznesowe na Florydzie. We wrześniu 2010 ogłosił zamiar startu w wyborach prezydenckich w październiku 2011. Jednakże w maju 2011 został wybrany przez delegatów CDC kandydatem na urząd wiceprezydenta Liberii u boku Winstona Tubmana.
W pierwszej turze wyborów prezydenckich, która odbyła się 10 października 2017, Weah jako kandydat CDC uzyskał 38,4% głosów i tym samym wszedł do drugiej tury wraz z urzędującym wiceprezydentem Joseph Boakaiem z Partii Jedności, który zdobył 28,8% głosów. W drugim głosowaniu, przeprowadzonym 26 grudnia 2017, Weah uzyskał 61,5% głosów. Ceremonia objęcia urzędu odbyła się 22 stycznia 2018. W wyborach w 2023 roku bezskutecznie ubiegał się o drugą kadencję. 22 stycznia 2024 zakończył urzędowanie.